# Saint-André-de-Buèges
Saint-André-de-Buèges è un comune francese di 54 abitanti situato nel dipartimento dell'Hérault nella regione dell'Occitania.

## Società

### Evoluzione demografica
Abitanti censiti